# Cavalgada de Pirenópolis

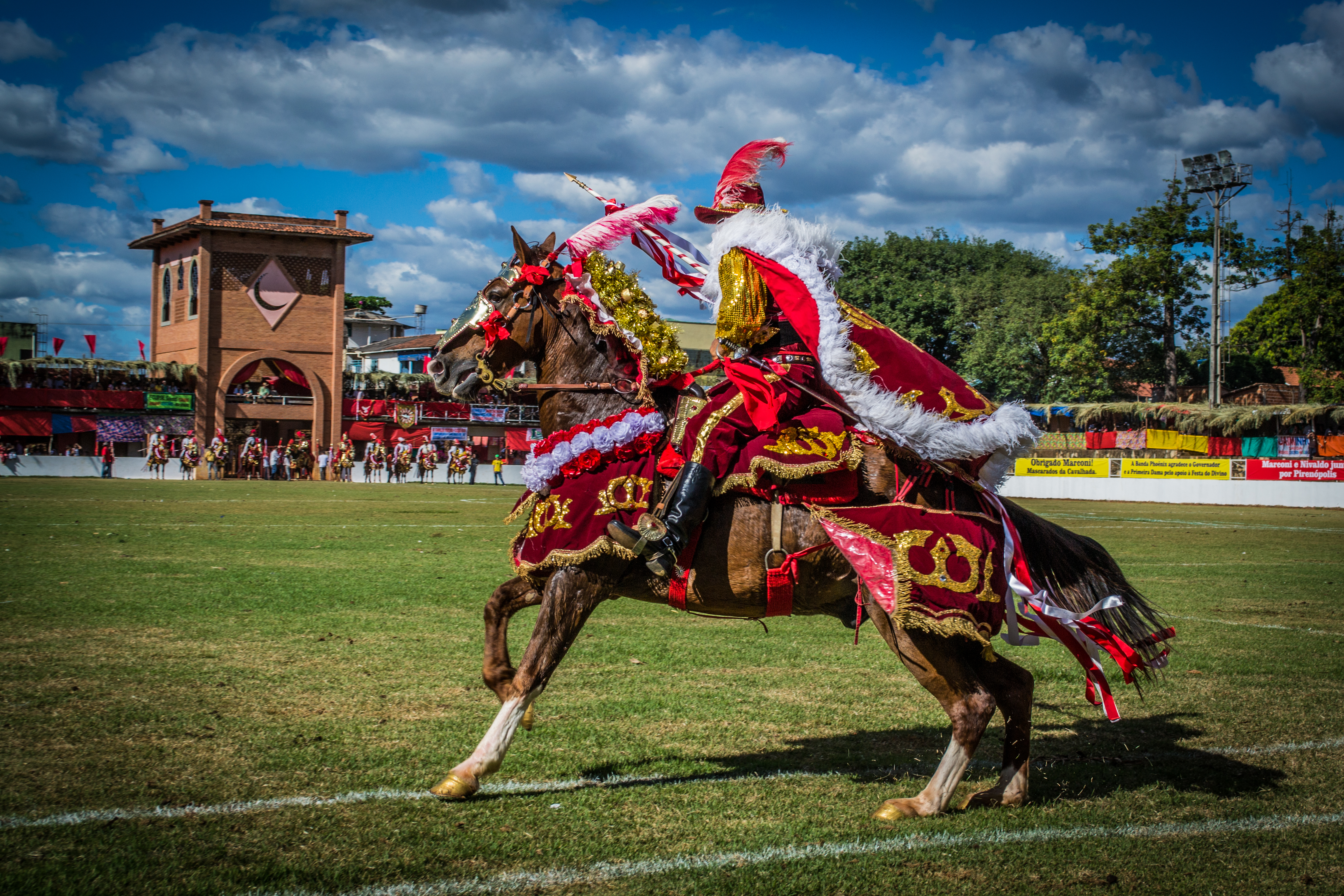
Apresentação em Pirenópolis.

A Cavalgada de Pirenópolis é um passeio realizado por um grupo de cavaleiros. Acontece, anualmente, durante os preparativos da Festa do Divino Espírito Santo e da Folia do Divino. É uma manifestação folclórico-religiosa onde cerca de mais de 300 cavaleiros saem em um roteiro pelas fazendas do município, durante uma semana, angariando esmolas para a realização da festa.